# Vladimir Vojevodski

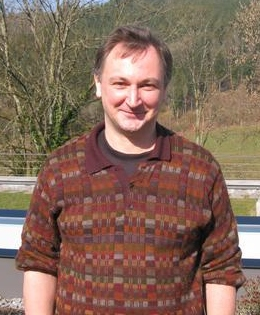
Vladimir Vojevodski

Vladimir Aleksandrovitsj Vojevodski (Russisch: Владимир Александрович Воеводский) (Moskou, 4 juni 1966 – aldaar, 30 september 2017) was een Russisch wiskundige, die bekend is voor zijn werk aan de homotopietheorie voor algebraïsche variëteiten en de formulering van de motivistische cohomologie.
In 1992 slaagde hij voor zijn Ph.D aan de Harvard-universiteit.
In 2002 kreeg hij een Fieldsmedaille uitgereikt op het Internationaal Wiskundecongres in Peking.
Hij werd 51 jaar oud.

## Werk
Voevodsky's werk lag op het raakvlak van de algebraïsche meetkunde en de algebraïsche topologie. Samen met Fabien Morel introduceerde Voevodsky een homotopietheorie voor schema's. Hij formuleerde ook wat nu beschouwd wordt als de juiste vorm van motivische cohomologie, en gebruikte dit nieuwe hulpmiddel om het vermoeden van Milnor te bewijzen die de Milnor K-theorie van een veld relateert aan zijn étale cohomologie. Voor deze prestaties ontving hij de Fieldsmedaille in 2002.
Vanaf 2002 was Voevodsky professor aan het Institute for Advanced Study.
In 2009 construeerde hij het univalente model van de Martin-Löf typetheorie in simpliciale verzamelingen. Dit leidde tot belangrijke vooruitgang in de typentheorie en in de ontwikkeling van nieuwe univalente grondslagen van de wiskunde waar Voevodsky in zijn laatste jaren aan werkte. Hij werkte aan een Coq-bibliotheek UniMath met behulp van univalente ideeën.